# Otto Heinrich Flottmann
Otto Heinrich Flottmann (* 24. Dezember 1875 in Bochum; † 28. Februar 1944 in Erlangen) war ein deutscher Unternehmer und Inhaber der Flottmann-Werke.

## Leben
Flottmann, ältester Sohn der Eheleute Friedrich Heinrich Flottmann und Emilie Flottmann geb. Teichgräber, erhielt 1904 das Reichspatent für den „Druckluft-Bohrhammer mit Kugelsteuerung und selbsttätiger Umsetzung“, der unter anderem den Bergbau und den Straßenbau revolutionierte, und führte das elterliche Unternehmen fort.
Ab 1931 war Flottmann Parteimitglied der NSDAP und amtierte von Mai 1933 bis November 1934 als Präsident der Industrie- und Handelskammer zu Bochum.
Am 24. Dezember 1935 verlieh die Stadt Herne Flottmann ihre Ehrenbürgerwürde; diese Ehrenbürgerschaft wurde ihm im Oktober 2013 symbolisch aberkannt. Er ist auf dem Südfriedhof in Herne beigesetzt.